# Phragmipedium warszewiczii
Phragmipedium warszewiczii är en orkidéart som först beskrevs av Heinrich Gustav Reichenbach, och fick sitt nu gällande namn av Eric Alston Christenson. Phragmipedium warszewiczii ingår i släktet Phragmipedium och familjen orkidéer. Inga underarter finns listade i Catalogue of Life.